# درخت بادبزنی
پترکارپوس (نام علمی: Pterocarpus) نام یک سرده از تیره باقلاییان است.